# Shinkai Makoto
Shinkai Makoto (新海 誠 (Tân-Hải Thành)), tên khai sinh là Nītsu Makoto (新津 誠 (Tân-Tân Thành)), còn được biết đến với biệt danh phù thủy của những nỗi buồn, là một nhà làm phim, tiểu thuyết gia, đạo diễn, trước kia là nhà thiết kế đồ hoạ xuất thân từ quận Minamisaku, Nagano, Nhật Bản. Ông được biết tới nhiều nhất khi đạo diễn bộ phim anime ăn khách Kimi no Na wa (Your Name – Tên cậu là gì?).
Nhiều trang như Anime Advocates hay ActiveAnime đã so sánh ông như là "Tân Miyazaki" ("New Miyazaki"), nhưng ông gọi đó là "đánh giá quá cao". Tên ông được đặt cho tiểu hành tinh 55222 Makotoshinkai.

## Tiểu sử và sự nghiệp
Shinkai Makoto tốt nghiệp đại học Chūō ngành văn học Nhật Bản. Tại đó, ông là thành viên câu lạc bộ văn học trẻ với nhiệm vụ chính là vẽ sách. Ông nói cảm hứng sáng tạo của mình bắt nguồn từ manga, anime và tiểu thuyết được đọc thời cấp 2. Anime yêu thích của ông là Laputa của đạo diễn Miyazaki Hayao. Sau khi tốt nghiệp Chūō năm 1994, Shinkai Makoto thiết kế đồ hoạ và làm phát triển video game tại công ty Falcom trong 5 năm. Thời gian này, ông đã gặp nhạc sĩ Tenmon và cộng tác với Tenmon trong tất cả các phim của mình.
Năm 1999, Shinkai Makoto phát hành một phim hoạt hình ngắn trắng đen dài khoảng 5 phút là Nàng và Con mèo của Nàng. Bộ phim dành nhiều giải thưởng, trong đó có giải thưởng lớn tại "CG Animation Contest" của PROJECT TEAM DOGA. Sau khi chiến thắng giải thưởng ấy, ông bắt đầu tìm ý tưởng cho dự án tiếp theo khi làm việc tại Falcom. Vào tháng 6 năm 2000, ông bắt đầu có ý tưởng về phim Tiếng gọi từ vì sao xa sau khi vẽ bức tranh một cô gái trong buồng lái đang cầm điện thoại di động. Mangazoo sau đó đã đến gặp và đề nghị làm việc với ông trên một dự án anime có thể thu lợi nhuận. Tháng 5 năm 2001, ông nghỉ việc tại Falcom và bắt đầu bắt tay làm Tiếng gọi từ vì sao xa.
Tiếng gọi từ vì sao xa mở đầu cho hàng loạt anime thành công tiếp theo của Shinkai Makoto bao gồm Bên kia đám mây, nơi ta hẹn ước (phát hành ngày 20 tháng 11 năm 2004), 5 Centimet trên giây (phát hành ngày 3 tháng 3 năm 2007) và Những đứa trẻ đuổi theo tinh tú (phát hành ngày 7 tháng 5 năm 2011). Ngoài ra, ông còn viết tiểu thuyết đầu tay là 5 centimet trên giây. Tác phẩm ăn khách nhất của ông chính là Your Name – Tên cậu là gì? đã gây nên cơn sốt tại các phòng vé của Nhật Bản nói riêng cũng như thế giới nói chung, và đã trở thành một trong những phim anime có doanh thu toàn cầu cao nhất. Năm 2018, Shinkai thông báo một dự án phim mới của ông, được biết là Đứa con của thời tiết ra mắt vào tháng 7 năm 2019. Năm 2022, ông tiếp tục cho ra mắt bộ phim khác là Khóa chặt cửa nào Suzume.
Trưởng thành, ông kết hôn với một nữ diễn viên tên Misaka Chieko (sinh 7 tháng 8, 1977 , người có vai nổi bật trong phim Versus của Kitamura Ryuhei; cùng nhau họ có một cô con gái tên Niitsu Chise (sinh 23 tháng 5, 2010 .

## Tác phẩm

### Anime
- Tōi Sekai (遠い世界?) (1997)
- Nàng và Con mèo của Nàng (彼女と彼女の猫?) (1999)
- Tiếng gọi từ vì sao xa (ほしのこえ?) (2002)
- Bên kia mây trời, là nơi hẹn ước (雲のむこう、約束の場所?) (2004)
- 5 Centimet trên giây (秒速5センチメートル?) (2007)
- Những đứa trẻ đuổi theo tinh tú (星を追う子ども?) (2011)
- Vườn ngôn từ (言の葉の庭?) (2013)
- Dareka No Manazashi ((だれかのまなざし)?) (2013)
- Tên cậu là gì? (君の名は。?) (2016)
- Đứa con của thời tiết (天気の子?) (2019)
- Khóa chặt cửa nào Suzume (すずめの戸締まり?) (2022)

### CM
- Egao (みんなのうた「笑顔」 Minna no Uta "Egao"?) (2003) - video ca nhạc của Iwasaki Hiromi.
- BITTERSWEET FOOLS (minori) (?) (2001) - Trailer và OP
- Wind: A Breath of Heart (minori) (?) (2002-2004) - Trailer và OP
- Haru no Ashioto (minori) (?) (2004) - Trailer & OP
- Ef: A Fairy Tale of the Two. (minori) (?) (2006) - Trailer & OP
- Neko no Shūkai (猫の集会?) (2007) (hoạt hình ngắn trên Ani*Kuri15 của đài NHK)
- Shinano Mainichi Shimbun CM (?)
- Tập đoàn Taisei, Kênh đào Bosporus CM (?)
- Dareka no Manazashi (だれかのまなざし?), trong "Proud Box Lễ Tạ ơn" của công ty bất động sản Nomura và được công chiếu cùng phim Vườn ngôn từ.

### Sách
- Slug, 1994 (sách tranh)
- 5 Centimet trên giây, 2007 (tiểu thuyết)
- Khu vườn Ngôn từ, 2013 (tiểu thuyết)
- Shinkai Makoto Bijutsu Sakuhinshū ('新海誠美術作品集 空の記憶~The sky of the longing for memories?)
- Your Name., 2016 (tiểu thuyết)
- Đứa con của thời tiết, 2019 (tiểu thuyết)
- Khóa chặt cửa nào Suzume, 2022 (tiểu thuyết)

### Manga
Những manga được vẽ dựa trên ý tưởng hay anime của Shinkai Makoto:
- Tō no Mukō (塔のむこう?) (2002)
- Hoshi no Koe (2004) - manga: Sahara Mizu
- Kumo no Mukō, Yakusoku no Basho (2006) - manga: Sahara Mizu
- 5 Centimeters per Second (2010-2011) - manga: Seike Yukiko
- Hoshi wo Ou Kodomo (星を追う子供?) (2011) - manga: Mitani Tomoko
- Hoshi wo Ou Kodomo: Agartha no Shōnen (星を追う子ども アガルタの少年?) (2011) - manga: Hidaka Asahi
- Kotonoha no Niwa (2013) - manga: Motohashi Midori
- Your Name. (2016) - Kotone Ranmaru
- Tenki no Ko (2019) -  Kubota Wataru
- Suzume no Tojimari (2022) -  Amashima Denki

### CD
- Promise - album hình

### Bài hát
- Senobi - Mori Nana (2021)

## Giải thưởng
| Năm  | Giải                                       | Hạng mục                                     | Tác phẩm                   | Kết quả   |
| ---- | ------------------------------------------ | -------------------------------------------- | -------------------------- | --------- |
| 2003 | AMD Award lần thứ 8                        | Đạo diễn xuất sắc nhất                       | Tiếng gọi từ vì sao xa     | Đoạt giải |
| 2016 | Liên hoan phim quốc tế Tokyo lần thứ 29    | Arigatō Award                                | Your Name – Tên cậu là gì? | Đoạt giải |
| 2016 | Nikkan Sports Film Award lần thứ 29        | Đạo diễn xuất sắc nhất                       | Your Name – Tên cậu là gì? | Đoạt giải |
| 2017 | Annie Awards lần thứ 44                    | Thành tựu nổi bật, chỉ đạo sản xuất hoạt họa | Your Name – Tên cậu là gì? | Đề cử     |
| 2017 | Blue Ribbon Awards lần thứ 59              | Đạo diễn xuất sắc nhất                       | Your Name – Tên cậu là gì? | Đề cử     |
| 2017 | Giải Viện Hàn lâm Nhật Bản lần thứ 40      | Đạo diễn của năm                             | Your Name – Tên cậu là gì? | Đề cử     |
| 2017 | Tokyo Anime Award lần thứ 16               | Đạo diễn xuất sắc nhất                       | Your Name – Tên cậu là gì? | Đoạt giải |
| 2017 | Giải phê bình điện ảnh Nhật Bản lần thứ 26 | Đạo diễn hoạt hình xuất sắc nhất             | Your Name – Tên cậu là gì? | Đoạt giải |
| 2020 | Giải Annie lần thứ 47                      | Thành tựu nổi bật, chỉ đạo sản xuất hoạt họa | Đứa con của thời tiết      | Đề cử     |
| 2020 | Giải Annie lần thứ 47                      | Thành tựu nổi bật, chỉ đạo sản xuất hoạt họa | Đứa con của thời tiết      | Đề cử     |
| 2020 | Tokyo Anime Award 2020                     | Đạo diễn xuất sắc nhất                       | Đứa con của thời tiết      | Đoạt giải |